# I'm a Mess (chanson de Bebe Rexha)
Pour les articles homonymes, voir I'm a Mess.
Singles de Bebe Rexha
Girls
(2018) Say My Name
(2018)
I'm a Mess est une chanson de l'auteure-compositrice-interprète américaine Bebe Rexha sortie le 15 juin 2018.

## Clip vidéo
Le clip vidéo de I'm a Mess est réalisé par Sophie Muller. Il est sorti le 19 juillet 2018.

## Promotion
Bebe Rexha interprète la chanson I'm a Mess à la télévision américaine pour la première fois le 22 juin 2018 dans la matinale Good Morning America. Elle chante par la suite ce titre dans les talk-shows The Tonight Show Starring Jimmy Fallon, Late Night with Seth Meyers, Jimmy Kimmel Live! et Touche pas à mon poste !. Elle l'interprète également pendant la 20e cérémonie des Teen Choice Awards, la cérémonie des MTV Europe Music Awards 2018 (en), la finale de la saison 13 (en) d'America's Got Talent et le défilé annuel de la marque de lingerie Victoria's Secret.
En février 2019, Bebe Rexha chante I'm a Mess ainsi que les titres Me, Myself & I et Meant to Be au musée Hammer à Los Angeles pendant un concert mettant en vedette plusieurs artistes nommés au Grammy Award du meilleur nouvel artiste lors de la 61e cérémonie des Grammy Awards. Le 20 juin 2019, I'm a Mess fait partie des chansons interprétées par la chanteuse lors d'un showcase organisé à Cannes par Spotify dans le cadre du festival international de la créativité.

## Classements
| Classement (2018-19)                           | Meilleure position |
| ---------------------------------------------- | ------------------ |
| Allemagne (GfK Entertainment)                  | 86                 |
| Argentine (Hot 100)                            | 77                 |
| Australie (ARIA)                               | 41                 |
| Belgique (Flandre Ultratip Bubbling Under 100) | 17                 |
| Belgique (Wallonie Ultratip Bubbling Under 50) | 30                 |
| Canada (Hot 100)                               | 25                 |
| Canada (All-Format)                            | 40                 |
| Canada (CHR/Top 40)                            | 15                 |
| Canada (Digital Songs)                         | 5                  |
| Canada (Hot AC)                                | 50                 |
| Écosse (OCC)                                   | 59                 |
| États-Unis (Hot 100)                           | 35                 |
| États-Unis (Adult Pop Songs)                   | 20                 |
| États-Unis (Dance/Mix Show Airplay)            | 17                 |
| États-Unis (Digital Songs)                     | 10                 |
| États-Unis (Pop Airplay)                       | 9                  |
| États-Unis (Radio Songs)                       | 28                 |
| États-Unis (Streaming Songs)                   | 44                 |
| France (SNEP)                                  | 186                |
| Hongrie (Stream Top 40)                        | 31                 |
| Irlande (IRMA)                                 | 40                 |
| Mexique (Mexico Airplay (en))                  | 49                 |
| Mexique (Mexico Ingles Airplay (en))           | 16                 |
| Norvège (VG-lista)                             | 18                 |
| Nouvelle-Zélande (Hot Singles)                 | 18                 |
| Portugal (AFP)                                 | 90                 |
| Roumanie (Airplay 100)                         | 87                 |
| Royaume-Uni (UK Singles Chart)                 | 77                 |
| Singapour (RIAS (en))                          | 10                 |
| Slovaquie (IFPI Rádio)                         | 56                 |
| Slovaquie (IFPI Singles Digitál)               | 34                 |
| Suède (Heatseeker)                             | 2                  |
| Suisse (Schweizer Hitparade)                   | 93                 |
| Tchéquie (IFPI Singles Digitál)                | 29                 |